# Sonso del nord
El sonso del nord (Gymnammodytes semisquamatus) és una espècie de peix de la família dels ammodítids i de l'ordre dels perciformes.

## Morfologia
Els mascles poden assolir els 30 cm de longitud total.

## Distribució geogràfica
Es troba des de la costa meridional de Noruega i les illes Shetland fins a la península Ibèrica, incloent-hi les Illes Britàniques i el Mar del Nord però no la mar Bàltica.